# Surrey
Surrey je grofija na jugovzhodu Anglije. Grofija meji na grofije Večji London, Kent, Vzhodni Sussex, Zahodni Sussex, Hampshire in Berkshire. Zgodovinsko glavno mesto grofije je Guildford. Svet grofije Surrey ima sedež v kraju Kingston upon Thames, čeprav je ta del Večjega Londona od leta 1965.
Surrey je razdeljena na 11 območij: Elmbridge, Epsom and Ewell, Guildford, Mole Valley, Reigate and Banstead, Runnymede, Spelthorne, Surrey Heath, Tandridge, Waverley in Woking. Po volitvah 1. maja 2008 ima konzervativna britanska stranka večino v 10 od 11 svetov v grofiji Surrey.